# Disgaea: Hour of Darkness
Disgaea: Hour of Darkness (jap. 魔界戦記ディスガイア, Makai Senki Disugaia, dt. „Kriegserzählung der Dämonenwelt: Disgaea“) ist ein Strategie-Rollenspiel, das von Nippon Ichi Software entwickelt und erstmals im Januar 2003 in Japan veröffentlicht wurde. Atlus vertrieb das PlayStation-2-Spiel in den USA, Koei vermarktete Disgaea in Europa. 2006 erschien eine Version für die PlayStation Portable, 2008 (USA, Japan) und 2009 (Europa) eine Portierung für Nintendo DS.

## Spielbeschreibung
Der Spielablauf gliedert sich, wie für Strategie-Rollenspiele üblich, in zwei sich wiederholende Phasen. In der ersten Phase rüstet der Spieler seine Spielfiguren aus, erwirbt Waffen und Ausrüstung oder geht weiteren spielspezifischen Möglichkeiten nach. Die zweite Phase besteht aus rundenbasierten Kämpfen gegen computergesteuerte Einheiten.
Das Spiel stellt die Kämpfe auf isometrischen Karten dar, die sich ähnlich wie auf einem Schachbrett in verschiedene Felder aufteilen. Die einzelnen Spielfiguren haben jeweils einen bestimmten Bewegungsradius und verschiedene Angriffe oder Zaubersprüche. Der Spieler kann neben den Figuren, die die Spielgeschichte fortführen, aus mehr als 120 Charakteren wählen, um eine Gruppe zusammenzustellen; während der Kämpfe können maximal zehn Figuren verwendet werden.
Die Spielgeschichte kann in einigen Dutzend Stunden beendet werden; spezielle Spielmerkmale, wie die sogenannte „Item World“ oder die „Transmigrate“-Option ermöglichen Spielzeiten von mehreren 100 Stunden. Hierbei können die einzelnen Spielfiguren einen Level von maximal 9.999 erreichen. Ein Redakteur der Website gamespot.com beschreibt die Charakterentwicklung deshalb als Kernstück Disgaeas.
Die Item World ermöglicht es dem Spieler beliebige Ausrüstungsgegenstände zu verbessern. Hierzu betreten die Spielfiguren den Mikrokosmos des jeweiligen Gegenstands und erkunden linear dessen 100 Dungeons.
Die Transmigrate-Option erlaubt es den Level einer Figur auf eins zurückzusetzen. Ein Vorteil entsteht hierbei durch einen größeren Wachstum der Charaktereigenschaften sowie der Möglichkeit eine andere Klasse zu wählen, jedoch alte klassenspezifische Fertigkeiten zu übernehmen. Beispielsweise kann so ein Spieler einen Krieger erschaffen, der Heilzauber wirken kann.

### Präsentation
Die Grafikdarstellung erfolgt, gemessen an den Möglichkeiten der PlayStation 2, spartanisch. Rezensionen beschreiben die Grafikqualität als vergleichbar mit PlayStation-1-Titeln und technisch nicht beeindruckend. Disgaea erzählt die Handlung zwischen den einzelnen Kämpfen mit Hilfe von 2D-Illustrationen, die sowohl mit Sprachausgabe als auch Untertiteln gezeigt werden.

## Handlung
Die Handlung gliedert sich in 14 Akte und beschreibt einen Konflikt zwischen Gut (Engel) und Böse (Dämonen). Der Spieler übernimmt die Seite der Dämonen. Das Spiel wird als humorvoll, sarkastisch, sich selbst nicht ernst nehmend bis hin zu albern beschrieben.

### Spielfiguren
Laharl (jap. Sprecher: Kaori Mizuhashi), ein Dämonenprinz und Waise, ist der Protagonist im Spiel. Laut der Hintergrundgeschichte starb seine menschliche Mutter, indem sie sich für sein Weiterleben opferte, sein Vater starb bei der Verteidigung seines Königreichs. Die Darstellung erfolgt, wie bei allen drei Hauptpersonen, als pubertierendes Kind. Das Spiel beschreibt seine Charakterzüge als boshaft, diese sind jedoch im Verlauf einer Wandlung unterworfen.
Etna (jap. Sprecher: Tomoe Hamba) ist nach der Geschichte eine Vasallin des Prinzen. Am Ende der Handlung erfährt der Spieler, dass der sterbende König ihr einen Schwur abgenommen habe, den Prinzen zu unterstützen. Dennoch wird sie im Spiel oft als hinterlistig und verräterisch dargestellt.
Flonne (jap. Sprecher: Yūko Sasamoto) ist ein weiblicher Engel, der sich in der Ausbildung befindet. Sie versucht zu ergründen, ob Dämonen im Spiel gute Absichten verfolgen können. Die Geschichte beschreibt sie als gutmütig, naiv und kindlicher als die anderen beiden Hauptfiguren.
Mid-Boss (engl.: Zwischenendgegner, jap. Sprecher: Chihiro Suzuki), anfangs mit Vyers betitelt, ist ein Gegner auf den der Spieler mehrmals während der Geschichte trifft. Am Ende der Handlung beschreibt ein Twist, dass die Figur eine bedeutendere Rolle einnimmt.
Prinnies stellen im Spiel Seelen verstorbener Wesen dar. Ihr Aussehen ähnelt Pinguinen, charakteristisch ist ein häufiges Benutzen von „dood!“, umgangssprachlich für das englische Wort „dude“ (engl.: Alter!) – im japanischen Original das bedeutungslose ssu (ッス). Laharls Mutter und wahlweise Laharl erscheinen im Spiel als Prinnies.

### Hintergrundgeschichte
Die Hintergrundgeschichte handelt von der fiktiven, von Dämonen bewohnten Welt Netherworld. Der Anfang beschreibt wie Laharl, der Kronprinz jener Welt aus einem zweijährigen Schlaf erwacht und erfährt, dass sein Vater King Krichevskoy gestorben sei. Die Geschichte beschreibt daraufhin weiter, wie Laharl versucht selbst Herrscher (Overlord) der Netherworld zu werden. Zwei weitere Handlungsstränge eröffnet der zweite Akt, indem Celeste, eine Welt vergleichbar mit mythologischen Darstellungen des Himmels eingeführt wird. Flonne wird unter dem Vorwand, den nach der Handlung bereits gestorbenen Overlord Krichevskoy zu ermorden, nach Netherworld geschickt. Der erste Strang beschreibt Flonnes Frage, ob alle Dämonen von Grund auf böse sind. Weiter erkennt der Spieler, dass der Anführer der Welt Celeste Seraph Lamington und eine weitere, das ganze Spiel unerkannt bleibende Figur versuchen die Handlung in eine bestimmte Richtung zu lenken.
Laharl krönt sich am Ende des sechsten Akts zum Overlord von Netherworld. Der neunte Abschnitt führt die im Spiel technologisch weit entwickelte Erde als dritte Welt ein. Ein in der Handlung bereits vorher erwähnter Engel versucht mit Hilfe der Menschen Herrscher über die drei Welten zu werden. Nachdem eine Invasion der Menschen vom Spieler abgewehrt wird, will Flonne der Frage nachgehen, warum sie während des Angriffs einen Engel gespürt hat. Der Rest der Handlung beschreibt Kämpfe in Celeste und endet in einer Gegenüberstellung mit Seraph Lamington. Dieser bestraft sowohl den abtrünnigen Engel Vulcanus, als auch Flonne, weil diese gegen andere Engel gekämpft hat. Er verwandelt beide in Blumen. Das Spiel zeigt anhand von Laharl, dass nicht alle beschriebenen Dämonen von Grund auf böse seien. Erbost über das Schicksal Flonnes greift Laharl Seraph Lamington an. Je nach den vorherigen Entscheidungen des Spielers wird eines von vier alternativen Enden gezeigt:
Im positiven Ende verschont Laharl das Leben des Engels und will sein eigenes für Flonne opfern. Daraufhin erscheint Mid-Boss und erklärt, dass Flonne nicht tot sei. Jene erscheint als gefallener Engel wieder. Flonne und Laharl seien ein Knoten, der Celeste und Netherworld verknüpfen könne. Zum Abschluss sieht der Spieler wie Mid-Boss und der Geist Laharls toter Mutter in den Himmel aufsteigen.
Das neutrale Ende beschreibt wie Laharl Seraph Lamington tötet und sein Leben für Flonne opfert. Etna und Flonne kehren zurück nach Netherworld und Laharl erscheint als Prinny.
Im negativen Ende verschont Laharl Seraph Lamington, verletzt ihn aber schwer, Flonne wird wiederbelebt, Laharl erkennt jedoch, dass sein Herz verrucht („wicked“) sei und wendet sich ab.
Das Dark-Assembly-Ende beschreibt Hoffnungslosigkeit („What is lost can never be regained.“). Laharl pflückt die Blume und sei nie wieder gesehen worden.

## Rezensionen
Das Spiel wurde von der Presse generell positiv aufgenommen. So errechnet die Website metascore.com aus 42 Rezensionen einen Metascore von 84 %. Das britische Magazin Edge vergab neun von zehn Punkten und sieht Disgaea trotz des bis dato unerreichten Umfangs an Micromanagement als zugänglich und schlüssig genug, um den Spieler zu begeistern („The micromanagement is on a previously unimagined macro scale and yet is accessible and coherent enough to draw you in“). Das amerikanische Magazin Electronic Gaming Monthly vergab 80 Prozentpunkte und beschreibt das Spiel eines der lustigsten, tiefgehendsten und absolut heimtückischsten Rollenspiele („one of the funniest, deepest, and downright dastardly RPG's“).
Neben der nicht mehr zeitgemäßen Grafik wurden vor allem eine umständliche Kameraführung während der Kämpfe und eine nicht einstellbare und unorthodoxe Steuerung kritisiert.

## Nachfolger
2006 veröffentlichte Nippon Ichi mit Disgaea 2: Cursed Memories eine Fortsetzung. Der dritte Teil erschien in Japan am 31. Januar 2008 für die PlayStation 3.
In Japan lief 2006 eine zwölfteilige Anime-Serie, die auf dem Spiel basiert.
In Japan erschien am 17. Dezember 2011 der Nachfolger Disgaea 3: Absence of Detention für die PlayStation Vita. Im europäischen Raum wurde das Spiel am 20. April 2012 veröffentlicht, wobei es inhaltsgleich mit der nordamerikanischen Version ist, die am 17. April veröffentlicht wurde. Entsprechend kam das Spiel mit einer englischen Sprach- und Textausgabe daher.